# NWA United States Tag Team Championship (Ohio version)
L'NWA United States Tag Team Championship (Ohio version) è stato un titolo della divisione tag team della federazione Midwest Wrestling Association (MWA), associata alla National Wrestling Alliance (NWA) ed era difeso nel territorio dell'Ohio.
Il titolo fu attivo dal 1950, quando il titolo fu introdotto, fino al 1963, quando fu abbandonato con la chiusura della federazione.

## Storia
I territori della National Wrestling Alliance erano tenuti a riconoscere un solo campione mondiale dei pesi massimi, ma la NWA consentiva ad ognuno di essi di stabilire i propri titoli. In seguito alla nascita delle numerose versioni del NWA World Tag Team Championship, alcune federazioni iniziarono ad introdurre dei titoli secondari per la categoria tag team, promuovendoli spesso come American Tag Team Championship o come National Tag Team Championship.
La prima federazione ad introdurre un titolo secondario per la categoria di coppia fu la Midwest Wrestling Association, attiva nel territorio dell'Ohio, che nel 1950 iniziò a promuovere il suo NWA United States Tag Team Championship. 
Il titolo rimase attivo fino al 1963, quando la MWA chiuse.

## Albo d'oro
| Legenda  |                                                                               |
| -------- | ----------------------------------------------------------------------------- |
| #        | Indica il numero del regno titolato                                           |
| Regno    | Viene indicato il numero del regno del campione                               |
| Data     | La data in cui il titolo è stato vinto                                        |
| Località | Indica il luogo in cui il titolo è stato vinto                                |
| Note     | Indica notizie particolari riguardanti i cambi di titolo o altre informazioni |

| # | Campione                              | Regno | Data             | Giorni | Località                         | Evento     | Note | Fonti |
| --- | ------------------------------------- | ----- | ---------------- | ------ | -------------------------------- | ---------- | --- | ----- |
| 1 | Jack Kennedy e Lucky Simunovich       | 1     | giugno 1950      | --     | --                               | House show | Non è chiaro se i due vinsero il titolo o se questo gli fu assegnato.                                                                                                 |       |
| 2 | Dutch Howlett e Hard Boiled Haggerty  | 1     | 22 giugno 1950   | --     | Columbus, Ohio                   | House show | |       |
| Storia del titolo non documentata |                                       |       |                  |        |                                  |            | |       |
| 3 | Buddy Rogers e Great Scott            | 1     | 15 ottobre 1953  | 145    | Huntington, Virginia Occidentale | House show | I due furono annunciati come vincitori di un torneo, venendo riconosciuti come campioni mondiali in Pennsylvania.                                                     |       |
| 4 | Bill Miller e Oyama Kato              | 1     | 9 marzo 1954     | 14     | Dayton, Ohio                     | House show | I due venivano talvolta annunciati come campioni del Midwest. |       |
| 5 | Buddy Rogers e Great Scott            | 2     | 23 marzo 1954    | 71     | Dayton, Ohio                     | House show | |       |
| 6 | Bill Miller (2) e Lenny Montana       | 1     | 2 giugno 1954    | 58     | Richmond, Indiana                | House show | |       |
| 7 | Buddy Rogers e Great Scott            | 3     | 30 luglio 1954   | 34     | Richmond, Indiana                | House show | |       |
| 8 | Don Leo Jonathan e Ray Stern          | 1     | 2 settembre 1954 | --     | Columbus, Ohio                   | House show | |       |
| Storia del titolo non documentata |                                       |       |                  |        |                                  |            | |       |
| 9 | Danny McShain e Oyama Kato (2)        | 1     | 6 ottobre 1954   | 51     | --                               | House show | |       |
| 10 | Buddy Rogers e Great Scott            | 4     | 26 novembre 1954 | 36     | Columbus, Ohio                   | House show | |       |
| 11 | Bill Miller (3) e Johnny Valentine    | 1     | 1 gennaio 1955   | 40     | Columbus, Ohio                   | House show | |       |
| 12 | Buddy Rogers e Great Scott            | 5     | 10 febbraio 1955 | 307    | Columbus, Ohio                   | House show | Sconfiggendo MIller e Stan Holek, che sostituiva Johnny Valentine. |       |
| 13 | Don Stevens e Ray Stevens             | 1     | 14 dicembre 1955 | 168    | Pittsburgh, Pennsylvania         | House show | Il 2 maggio 1956 due vinsero un incontro contro Bobo Brazil e Frankie Talaber, detentori dell'Ohio Tag Team Championship, per essere riconosciuti campioni nazionali. |       |
| 14 | Bobo Brazil e Frankie Talaber         | 1     | 30 maggio 1956   | --     | Mansfield, Ohio                  | House show | |       |
| Storia del titolo non documentata |                                       |       |                  |        |                                  |            | |       |
| 15 | Ed Francis e Ray Stevens (2)          | 1     | 25 agosto 1957   | 52     | --                               | House show | |       |
| 16 | Billy Darnell e Rocco Columbo         | 1     | 16 ottobre 1957  | --     | Mansfield, Ohio                  | House show | |       |
| Storia del titolo non documentata |                                       |       |                  |        |                                  |            | |       |
| 17 | Frankie Talaber (2) e Leon Graham     | 1     | ottobre 1957     | --     | --                               | House show | |       |
| 18 | Great Malenko e Ivan Bornov           | 1     | 9 novembre 1957  | --     | Columbus, Ohio                   | House show | |       |
| 19 | Frankie Talaber (3) e Leon Graham (2) | 2     | gennaio 1958     | --     | --                               | House show | |       |
| 20 | Charley Hoover e Shag Thomas          | 1     | 13 febbraio 1958 | 42     | Columbus, Ohio                   | House show | I due vennero riconosciuti come campioni anche nei territori del Tri-State.                                                                                           |       |
| 21 | Ed Francis e Leon Graham (3)          | 1     | 27 marzo 1958    | --     | Columbus, Ohio                   | House show | |       |
| Storia del titolo non documentata |                                       |       |                  |        |                                  |            | |       |
| 22 | Frankie Talaber (4) e Leon Graham (4) | 3     | giugno 1958      | --     | --                               | House show | |       |
| 23 | Cyclone Hess e Juan Sebastian         | 1     | 17 ottobre 1958  | 7      | Columbus, Ohio                   | House show | |       |
| 24 | Frankie Talaber (5) e Leon Graham (5) | 4     | 24 ottobre 1958  | --     | Columbus, Ohio                   | House show | |       |
| Storia del titolo non documentata |                                       |       |                  |        |                                  |            | |       |
| 25 | Buddy Rogers e Great Scott            | 6     | 17 febbraio 1959 | --     | --                               | House show | |       |
| Storia del titolo non documentata |                                       |       |                  |        |                                  |            | |       |
| 26 | Buddy Rogers (7) e Juan Sebastian (2) | 1     | marzo 1959       | --     | --                               | House show | |       |
| 27 | Leon Graham (6) e Sweet Daddy Siki    | 1     | 26 marzo 1959    | --     | Columbus, Ohio                   | House show | |       |
| 28 | Frankie Talaber (6) e Leon Graham (7) | 5     | marzo 1959       | --     | --                               | House show | |       |
| Storia del titolo non documentata |                                       |       |                  |        |                                  |            | |       |
| 29 | Hans Schnabel e Lou Newman            | 1     | maggio 1959      | --     | --                               | House show | |       |
| 30 | Big Daddy Siki e Sweet Daddy Siki (2) | 1     | giugno 1959      | --     | --                               | House show | |       |
| 31 | Hans Schnabel e Lou Newman            | 2     | 13 giugno 1959   | --     | --                               | House show | |       |
| 32 | Frankie Talaber (7) e Leon Graham (8) | 6     | 1959             | --     | --                               | House show | |       |
| 33 | Hans Schnabel e Lou Newman            | 3     | 1 ottobre 1959   | --     | Columbus, Ohio                   | House show | |       |
| Storia del titolo non documentata |                                       |       |                  |        |                                  |            | |       |
| 34 | Guy Brunetti e Joe Brunetti           | 1     | 1959             | --     | --                               | House show | |       |
| Storia del titolo non documentata; durante questo periodo nel territorio era largamente in uso la versione dell'Ohio del NWA World Tag Team Championship |                                       |       |                  |        |                                  |            | |       |
| 35 | Johnny Barend e Magnificent Maurice   | 1     | 20 dicembre 1961 | --     | --                               | House show | |       |
| Storia del titolo non documentata; durante questo periodo nel territorio era largamente in uso la versione dell'Ohio del NWA World Tag Team Championship |                                       |       |                  |        |                                  |            | |       |
| 36 | Bob Orton senior e Great Scott        | 1     | 1962             | --     | --                               | House show | |       |
| 37 | Carlos Milano e Pete Sanchez          | 1     | 12 giugno 1962   | 46     | Akron, Ohio                      | House show | |       |
| 38 | Al Costello e Roy Heffernan           | 1     | 28 luglio 1962   | --     | Akron, Ohio                      | House show | |       |
| Storia del titolo non documentata; durante questo periodo nel territorio era largamente in uso la versione dell'Ohio del NWA World Tag Team Championship |                                       |       |                  |        |                                  |            | |       |
| 39 | Duke Noble e Sweet Daddy Siki (3)     | 1     | 2 settembre 1963 | --     | Columbus, Ohio                   | House show | |       |
| — | Disattivato                           | —     | 1963             | —      | —                                | —          | Il titolo venne disattivato con la chiusura della federazione. |       |